# No Surrender (2005)
No Surrender (2005) – gala wrestlingu zorganizowana przez amerykańską federację Total Nonstop Action Wrestling (TNA). Odbyła się 17 lipca 2005 w Impact Zone w Orlando na Florydzie. Była to pierwsza gala z cyklu No Surrender oraz siódme wydarzenie pay-per-view TNA w 2005.
Karta gali obejmowała dziewięć walk. Dodatkowe starcie odbyło się podczas pre-show wydarzenia.
| Nr                                                                   | Wyniki | Stypulacje                                               | Czas  |
| -------------------------------------------------------------------- | --- | -------------------------------------------------------- | ----- |
| 1P                                                                   | Shocker pokonał Jerrelle’a Clarka                                                                                                 | Singles match                                            | 4:16  |
| 2                                                                    | America’s Most Wanted (Chris Harris i James Storm) pokonali Alexa Shelleya i Matta Bentleya                                       | Tag Team match                                           | 11:47 |
| 3                                                                    | Sonjay Dutt pokonał Elixa Skippera, Mikey’ego Battsa i Shark Boya                                                                 | 4-Way match Walka kwalifikacyjna do turnieju Super X Cup | 8:22  |
| 4                                                                    | Apolo i Sonny Siaki pokonali Davida Younga i Simona Diamonda                                                                      | Tag Team match                                           | 5:32  |
| 5                                                                    | Samoa Joe pokonał Chrisa Sabina                                                                                                   | Singles match                                            | 14:02 |
| 6                                                                    | Team Canada (A-1, Bobby Roode i Eric Young) pokonali The Naturals (Andy Douglas, Chase Stevens) i Lance’a Hoyta (z Jimmym Hartem) | 6-Man Tag Team match                                     | 14:44 |
| 7                                                                    | Monty Brown i Kip James pokonali 3Live Kru (Konnan i Ron Killings)                                                                | Street Fight match                                       | 5:20  |
| 8                                                                    | A.J. Styles pokonał Seana Waltmana                                                                                                | Singles match Jerry Lynn był sędzią specjalnym           | 14:37 |
| 9                                                                    | Christopher Daniels (c) pokonał Peteya Williamsa                                                                                  | Singles match o TNA X Division Championship              | 16:24 |
| 10                                                                   | Raven (c) pokonał Abyssa (z Jamesem Mitchellem)                                                                                   | Dog Collar match o NWA World Heavyweight Championship    | 19:17 |
| (c) – mistrz/mistrzyni przed walkąP – walka miała miejsce w pre-show | |                                                          |       |